# Oglasa aroa
Oglasa aroa là một loài bướm đêm trong họ Noctuidae.